# Villads Nielsen Brøns
Villads Nielsen Brøns (født omkring 1560, død 1637) var en dansk lektor, far till biskop Peder Villadsen.
Villads Nielsen Brøns var født i Brøns i Tørning Len, hvor faderen, bonden Niels Villadsen, var "en ærlig og velagt Sandemand". Efter at sønnen havde nydt en omhyggelig undervisning i Ribe Skole, afgik han 1584 til universitetet; senere studerede han udenlands og tog magistergraden, vistnok i Wittenberg, hvor han 1592 udgav Nucleus locorum communium theologicorum.
Samme år blev han rektor ved Aalborg og 1593 ved Viborg Skole. Her blev, hans virksomhed navnlig mærkelig ved den ejendommelige straffelov (Jus virgarum), han udarbejdede for at tæmme skoleungdommens kådhed og forsømmelighed. 1602 blev han lektor ved domkirken, men vikarierede dog senere flere gange i rektorembedet, ligesom han i det hele omfattede lærergerningen med megen iver.
1617 forlenedes han med et kanonikat. Med den sagnagtige historie syslede han gerne, og man har endnu et par herhen hørende håndskrevne arbejder af ham. Efter en lang embedsvirksomhed døde han. I sit ægteskab med Margrethe, datter af biskop Peder Thøgersen i Viborg, havde han sønnen Peder Villadsen, der også endte som biskop sammesteds.